# قسم بياض الريفي (مقاطعة أنار)
قسم بیاض الريفي (بالفارسية: دهستان بیاض) هي منطقة سكنية تقع في إيران في قسم. يقدر عدد سكانها بـ 8,325 نسمة .